# Marcel Desailly
Marcel Desailly (Acra, Gana, 7 de setembro de 1968) é um ex-futebolista ganês naturalizado francês, que atuava como zagueiro. Desailly é conhecido pela sua participação na Copa do Mundo de 1998, ajudando seu país a vencer em casa o Campeonato Mundial. Apelidado de The Rock, devido à sua consistência, força e estilo de jogo duro, Desailly é considerado um dos jogadores mais talentosos de sua geração e um dos melhores zagueiros de todos os tempos, que se destacou por sua liderança carismática e capacidade de organizar a linha de defesa de sua equipe e quebrar as jogadas de ataque ao longo de sua carreira.

## Biografia
Nasceu em Gana (seu nome original é Adonke Abbey) mas obteve cidadania francesa ao ser adotado por um diplomata francês. 

## Carreira

### Nantes
Marcel começou no Nantes, tornando-se profissional em 1986.

### Olympique de Marseille
Em 1992, transferiu-se para o Olympique de Marseille, a primeira edição da renovada a UEFA Champions League, na final em Munique contra o Milan.
Ao chegar, porém, passou três meses jogando no time reserva que disputava a 3ª divisão ao lado de Fabien Barthez, o que pouco interessava ao treinador. Porém o presidente Bernard Tapieem intervém e seguida, dão-lhe três jogos para provar a si mesmo. Magoado ao máximo, Marcel conseguiu mostrar seu valor jogando no mais alto nível e  voo na estreia do OM na Liga dos Campeões contra o Rangers, assim torna-se titular indiscutível. 

### Milan
Em 1993 foi contratado pelo Milan por 10,7 milhões de lira,  sua estreia aconteceu no dia 21 de novembro contra o Napoli, derrotado por 2 a 1 no San Siro em jogo da Série A. Poucas semanas depois, Desailly jogou a partida da final do Mundial Interclubes daquele ano, contra o São Paulo.
Após cinco temporadas Desailly encerrou sua passagem por Milão onde jogou 186 jogos, todos como titular (7 gols), dos quais 137 na Série A (5 gols).

### Chelsea
Depois mudou-se para o Chelsea em 1998 por £ 4,6 milhões, onde foi capitão do time e jogou como líbero e zagueiro até o final da temporada 2003-04. Célebre pela excelente marcação, Desailly atingiu o auge da carreira no Chelsea, ajudando no amadurecimento de um dos zagueiros mais respeitados do mundo, John Terry.
Em julho de 2004, com a chegada do técnico José Mourinho, Desailly deixou o Chelsea com um recorde de 222 jogos, incluindo 94 com a braçadeira de capitão.

### Al-Gharafa
Em 2004, Desailly, de 36 anos, transferiu-se para o clube catariano Al-Gharafa, onde se tornou capitão da equipe. Liderados pelo técnico francês Bruno Metsu, eles venceram o Campeonato do Catar em 2005.

### Qatar Sports Club
Desailly se mudou para o Qatar SC em 2005 e anunciou sua aposentadoria em 2006, depois de levar a equipe ao segundo lugar na liga.

## Seleção
Ganhou a Copa do Mundo de 1998 se tornando campeão em seu país, que era a sede do torneio. Também conquistou o Campeonato Europeu de 2000 e dois títulos da Copa das Confederações com a França, sendo um dos principais jogadores da equipe.

## TV
Desailly se tornou comentarista esportivo durante a disputa da Copa do Mundo de 2006, onde a França se tornou vice-campeã, perdendo para a Itália na final. Atualmente, tenta manter o seu aprendizado como treinador de futebol.

## Títulos
Olympique Marseille
- Liga dos Campeões da UEFA: 1992–93

Milan
- Liga dos Campeões da UEFA: 1993–94
- Supercopa da UEFA: 1994
- Campeonato Italiano: 1993–94 e 1995–96
- Supercopa da Itália: 1994

Chelsea
- Supercopa da UEFA: 1998
- Copa da Inglaterra: 1999–00
- Supercopa da Inglaterra: 2000

Al-Gharafa
- Liga do Catar: 2004–05

Seleção Francesa
- Copa do Mundo: 1998
- Copa das Confederações: 2001 e 2003
- Eurocopa: 2000

### Prêmios Individuais
- Equipe Ideal da Eurocopa: 1996 e 2000[11]
- Seleção da FIFA: 1996[carece de fontes?]
- Seleção da Copa do Mundo: 1998[12]
- Ordem Nacional da Legião de Honra: 1998[13]
- Equipe da Década de 1990 da Premier League: 2003[14]
- FIFA 100: 2004[15]
- Troféu de Honra da UNFP: 2005[carece de fontes?]
- Hall da Fama do Milan: 2015[16]
- Lendas do Golden Foot: 2017[17]
- IFFHS ALL TIME FRANCE MEN'S DREAM TEAM[18]